# Gordonia polisana
Gordonia polisana là một loài thực vật có hoa trong họ Theaceae. Loài này được Burkill mô tả khoa học đầu tiên năm 1919.